# Phyllachora melaspilea
Phyllachora melaspilea är en svampart som beskrevs av Syd. 1937. Phyllachora melaspilea ingår i släktet Phyllachora och familjen Phyllachoraceae.   Inga underarter finns listade i Catalogue of Life.